# Чемпіонат Болгарії з футболу 1941
Державний чемпіонат Болгарії 1941 — 17-й сезон найвищого рівня футбольних змагань Болгарії. Чемпіоном вп'яте стала Славія.

## Клуби
Окрім команд з нинішніх кордонів Болгарії у змаганнях взяв участь футбольний клуб зі Скоп'є у Вардарській Македонії.

## Перший раунд
| Команда 1               | Заг. | Команда 2                 | 1-й матч | 2-й матч |
| ----------------------- | ---- | ------------------------- | -------- | -------- |
| ФК 13 (Софія)           | 6:0  | Владислав (Варна)         | 3:0      | 3:0      |
| Цар Крум (Бяла Слатина) | 7:1  | Петар Парчевич (Пловдив)  | 6:1      | 1:0      |
| Левськи (Пловдив)       | 4:2  | Хаджи Славчев (Павливени) | 4:1      | 0:1      |
| Напредак (Русе)         | 3:4  | ЖСК (Софія)               | 1:3      | 2:1      |
| Тича (Варна)            | 1:2  | Славія (Софія)            | 1:2      | 0:0      |
| Македонія (Скоп'є)      | 2:4  | Спортклуб (Пловдив)       | 2:1      | 0:3      |

## Другий раунд
| Команда 1               | Заг. | Команда 2         | 1-й матч | 2-й матч   |
| ----------------------- | ---- | ----------------- | -------- | ---------- |
| Славія (Софія)          | 4:1  | ФК 13 (Софія)     | 0:0      | 4:1        |
| Цар Крум (Бяла Слатина) | 4:5  | Левськи (Пловдив) | 0:0      | 2:2 2:3 дч |
| Спортклуб (Пловдив)     | 0:3  | ЖСК (Софія)       | 0:2      | 0:1        |

## Третій раунд
Клуб ЖСК (Софія) пройшов до фіналу після жеребкування.
| Команда 1         | Заг. | Команда 2      | 1-й матч | 2-й матч |
| ----------------- | ---- | -------------- | -------- | -------- |
| Левськи (Пловдив) | 0:5  | Славія (Софія) | 0:3      | 0:2      |

## Фінал
| Команда 1          | Заг. | Команда 2   | 1-й матч | 2-й матч |
| ------------------ | ---- | ----------- | -------- | -------- |
| 21/28 вересня 1941 |      |             |          |          |
| Славія (Софія)     | 2:1  | ЖСК (Софія) | 0:0      | 2:1      |